# Réservoir La Grande 3
Réservoir La Grande 3 är en konstgjord sjö i Kanada.  Den ligger i provinsen Québec, i den östra delen av landet, 900 km norr om huvudstaden Ottawa. Réservoir La Grande 3 ligger 250 meter över havet. Arean är 2 420 kvadratkilometer.